# フォルケホイスコーレ

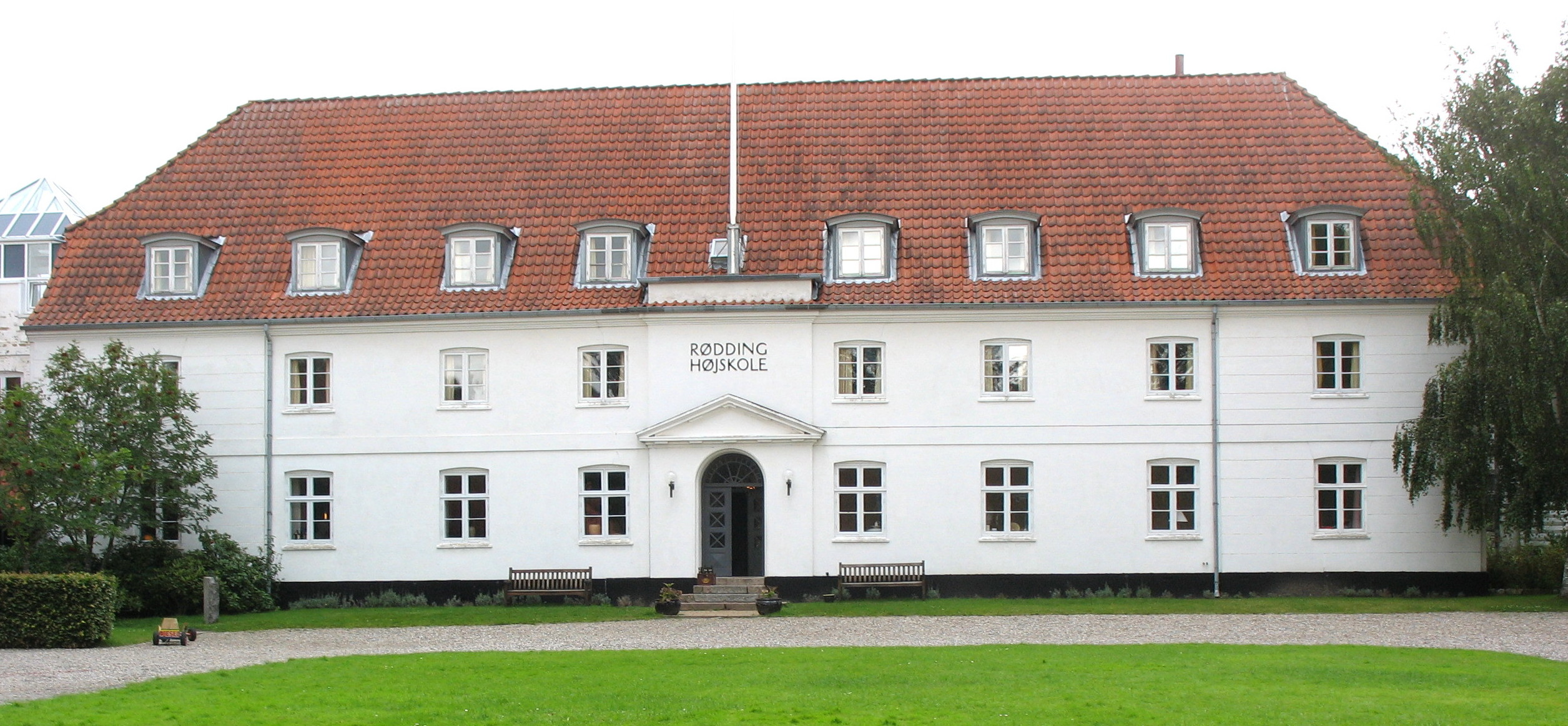
Rødding Højskole。1844年設立の最古

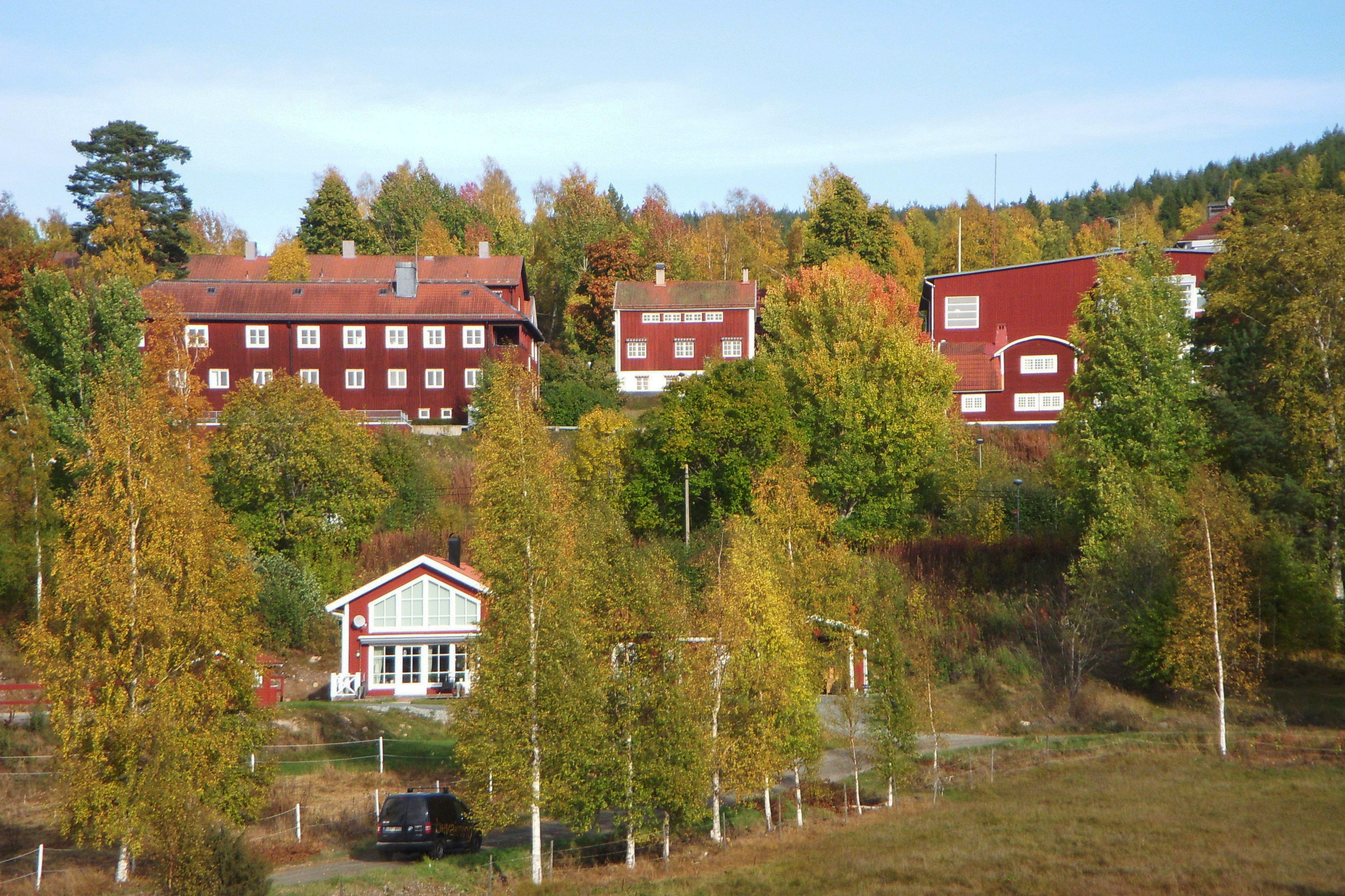
スウェーデンのBrunnsviks校

フォルケホイスコーレ（デンマーク語: folkehøjskole; フィンランド語: kansanopisto, フィンランド語: tyovaenopisto,フィンランド語: kansalaisopisto; ドイツ語: Volkshochschule, ドイツ語: Heimvolkshochschule, ノルウェー語: folkehogskole, スウェーデン語: folkhögskola;, ハンガリー語: népfőiskola）とは、民衆の民衆による民衆のための成人教育機関。19世紀にデンマークの農村を中心に発達し、勤労青年を主たる対象にした社会教育施設である。デンマークのニコライ・フレデリク・セヴェリン・グルントヴィが理念的なものを提唱し、のちにクリステン・コルが寄宿制の学校として創始した。デンマークの民主主義普及に大きく貢献した功績がある。日本にも大正初期に伝えられ、その後の農民教育に大きな影響を与えた。
日本とデンマークでは教育システムが異なるので単純に比較はできないが、日本でいう大学の位置づけにある学校組織である。しかし大学（ユニバーシティ）や単科大学（カレッジ）とは全く違い、単位や学位は取れないが、自由な雰囲気の中で自然を謳歌しつつ学べる全寮制の学校である。「民衆大学」「市民大学」「国民大学」「国民高等学校」「成人大学」などと訳される。

## 歴史

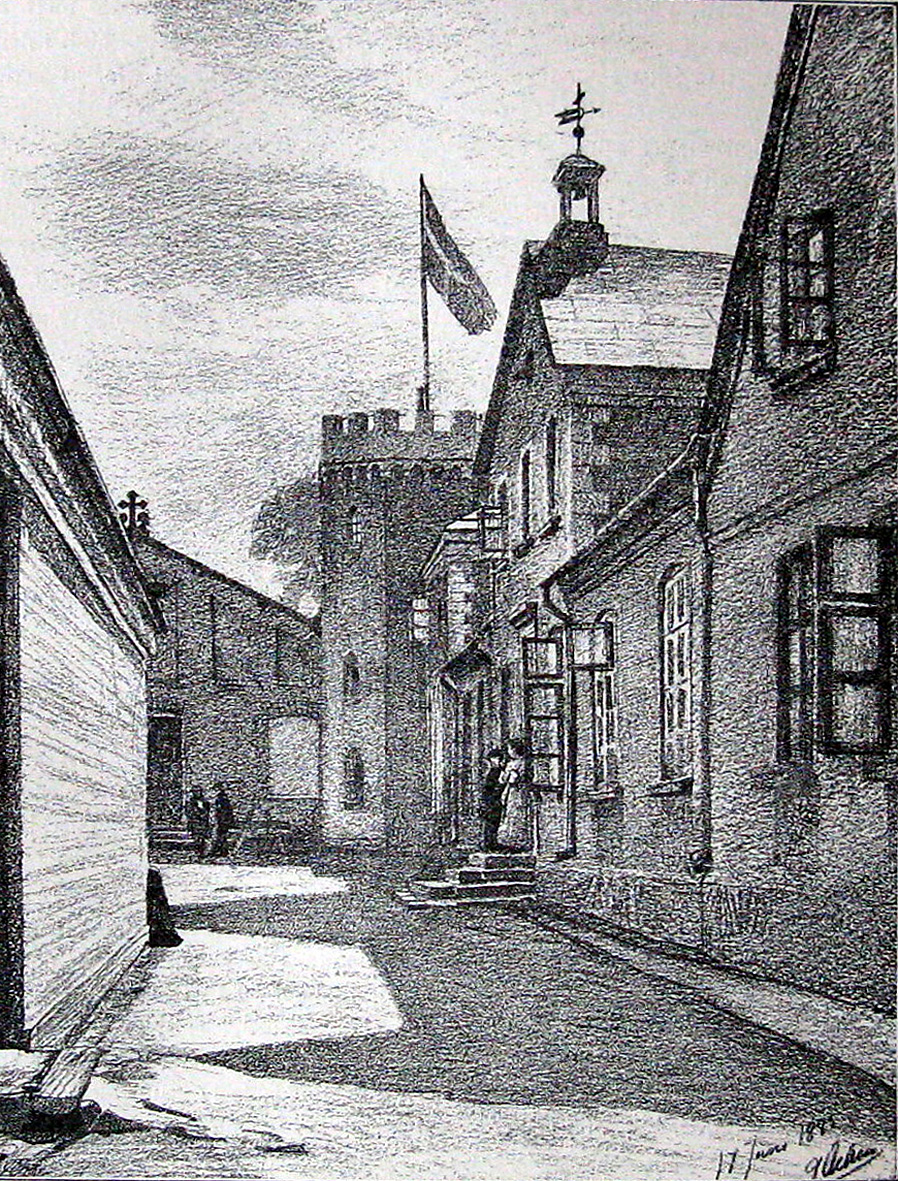
アスコウのフォルケホイスコーレ。1885年

デンマーク語の ｢フォルケホイスコーレ（Folkehøjskole）｣は、フォルケが人々、ホイが高い、スコーレが学校という意味で、日本ではそれを直訳した「国民高等学校」が大正初期から訳語として主に使われてきた。19世紀の詩人であり聖職者のグロントヴィが最初に構想し､1884年に最初の学校が設立された。生徒たちは初等教育のみで社会に出た18歳以上の若者たちで、主に農民を対象にしていたため、農閑期に1か月から3か月ほどその学校に寄宿し､歴史教育などを通じてデンマーク人としての教養を身につける国民的啓発の場と考えられてきた。
1851年にクレステン・コル(Christen Kold) によって、校長の人格的指導性に導かれたひとつの「家」のような寄宿制をもつ教育システムとして確立され､1864年から1900年にかけて隆盛し、デンマーク国内に80校ほどに広がった。これらは都市の教養市民を育成する伝統的なラテン語学校と異なり、すべて私立であり、卒業免状もなく、民衆の大多数である農民を相手とする補習学校的な意味を持ち、この存在がデンマークの農産物輸出の成功をもたらした｢協同組合システム｣（産業組合）を機能させる背景を形作る源となった。1891年にアスコウ・ホイスコーレ講師ポール・ラ・クールが農村に電気を普及させるために世界初の風力発電機を建設するなど、デンマークの発展に大いに寄与した。
旧来の学校内で完結する教育に対し、より実践的な農家での実習に重点を置くこの教育システムは、ドイツ、スイス、オーストリア、オランダ、スウェーデン、ノルウェーなど、デンマークの周辺諸国にも広がり、各国でそれぞれに発展していった。分野も多方面にわたる。

## 特徴
地域により多様性があるが共通点は以下の５つ。
- 学習科目の多様性
- テストの廃止
- 学生の自律的学習の促進
- 国家や外部に支配されない独立した教育内容
- 数ヶ月から1年のコース

## 基本概念
- 死んだ文字より生きた言葉―書物を利用した学習より、人間と人間による対話を重視する。
- 学内平等―学生は指導者から学ぶが指導者もまた学生から学ぶ、立場に高低なし。
- 地域とのつながりを重視―ファンドとなれば地域住民も学校運営に関わることができる。
- 万人が指導者になれる―資格より経験を重視。

## 各国の制度・状況

### デンマーク
約70校ある。私立学校であるが、公的な補助がある。デンマークの教育において「フォルケホイスコーレ法」が制定されており、授業の半分以上を総合的な学びに充てることを義務付けている。試験や単位はなく、講師を含めた参加者相互の対話を通じた成長を重視しているため、全寮制をとっている。朝夕に集会を開き、歌を謡う。そのための曲を集めた『ホイスコーレソングブック』は、時代ごとに曲を変えながら1894年から版を重ねている。

### スウェーデン
スウェーデンの教育において、フォルケホイスコーレは以下の3タイプに分類される。
- 一般コース - 中等教育の一部または全体の代替となるもので、それまで受けた教育に基づいて1-4年の過程である。成人教育の役目も果たしており、学校によって様々な背景を持った人が入学してくる。
- 特別コース - 特定のカリキュラムに注力するコース。コースによって、特定の職業教育や背景を持つ人に特化している。
- その他のコース - 様々な短期間コース、サマーコース、協同コースなどが含まれる。

### ドイツ語圏
ドイツ、オーストリアにおけるフォルケホイスコーレは成人教育センター（独：Volkshochschule）と呼ばれる。

## 日本のフォルケホイスコーレ
歴史的には、かつて国民高等学校、農民高等学校の名称で存在していた。1911年《明治44年）に内村鑑三が『デンマルク国の話:信仰と樹木とを以て国を救ひし話』を講演して植林事業がデンマークを救った話を伝え、1912年には、植民地統治にあたっていた台湾総督府技師の東郷実が『丁抹農業論』（丁抹はデンマークのこと）の中でフォルケホイスコーレを国民高等学校と訳して紹介し、翌1913年には、デンマークのグルントヴィの教育事業に触れたドイツのホルマン(Anton Heinrich Hollmann)の「Die dänische Volkshochschule und ihre Bedeutung für die Entwicklung （デンマークのフォルケホイスコーレとその重要性）」の邦訳『国民高等学校と農民文明』（那須皓訳）が刊行されるなど、欧州の小国でありながら近代的な酪農大国に成長したデンマークの農業教育が注目され、日本の農本思想家や農村の指導者たちの共感を呼んだ。
1915年（大正4年）には、那須や藤井武らがデンマークのフォルケホイスコーレの教育思想を範に山形県立自治講習所を設立し、校長に加藤完治を迎えた。1917年には長野県の小学校長だった平林広人が後藤新平の協力を得て信濃通俗大学会夏期大学を実現させ、1919年には、内村の弟子の南原繁が富山県に農業公民学校（現・富山県立小杉高等学校）を設立した。1924年に平林はデンマークのフォルケホイスコーレに留学しているが、その頃にはすでに、雪印創業者の娘婿である出納陽一夫妻はじめ、各地から日本人が留学していた。1925年には社団法人日本国民高等学校協会が設立され、1926年には花巻農学校でフォルケホイスコーレに倣った3か月の合宿講座「岩手国民高等学校」が開催され、宮沢賢治も講師として参加した。

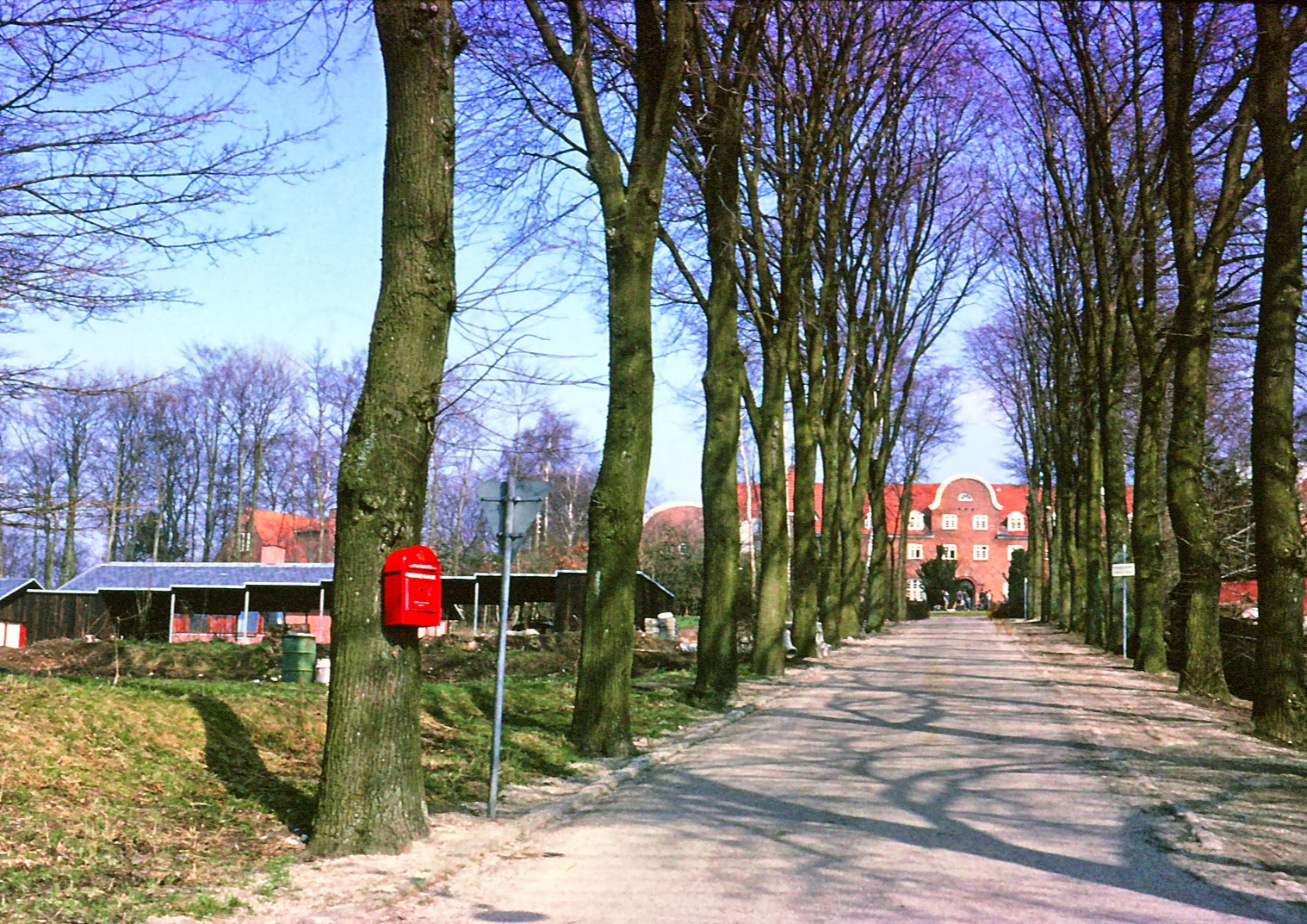
ロスキレ国民高等学校

山形県立自治講習所校長の加藤は、1922年に矢作栄蔵、那須皓、筧克彦らとデンマークを訪問し、ロスキレ国民高等学校に滞在、1926年にも妻と再訪し、1927年（昭和2年）に茨城県に日本国民高等学校（現・日本農業実践学園）を開校した。加藤らの滞在は1923年にデンマークの週刊誌『国民高等学校新聞Hoiskolebladet』に｢日本のホイスコ-レマン｣と題して4週にわたって連載された。1929年にはデンマーク帰りの平林が静岡県の興農学園（1933年に久連国民高等学校に改称）の校長に就任した。
農村危機が深刻さを増して来た1933年、後藤文夫農相から農村復興のために中堅指導者を育成する「農民道場建設案」が出され、1934年に農林省は、国民高等学校をモデルにして各府県に修練農場（通称・農民道場）を創設した。同年、内村の影響を受けた弟子の松前重義はデンマークを訪問し、1936年に私塾「望星学塾」（現・東海大学）を開設した。内村鑑三の影響は日本統治時代の朝鮮にも及び、1958年発足の韓国の「プルム学校」の創立者たちは内村の「デンマルク物語」の影響を大きく受けているという。
現代では、本家デンマークのものとは差異があるが、共生社会でなく競争社会である日本の現実社会の中で実現する必然性からのもので、日本版フォルケホイスコーレに分類される教育の場を以下に記す。
- NPO法人SET Change Makers' College(岩手)
- NPO法人阿蘇フォークスクール
- 瀬棚フォルケ・ホイスコーレ（北海道）
- ピースボート
- NPO法人 メダカのがっこう（東京）
- ホイスコーレ札幌（北海道） - フォルケホイスコールのひとつヘルネスホイスコーレを参考に、社会人のための学びの場として2008年設立[15]。
- JIBUN HOJSKOLE（宮城）-フォルケホイスコーレを参考に社会人のための自分軸をつくる学び場として2021年設立 運営会社は株式会社スリーデイズ